# Donja Ržana
Donja Ržana (izvirno srbsko Доња Ржана; bolgarsko Долна Ръжна) je naselje v Srbiji, ki upravno spada pod Občino Bosilegrad; slednja pa je del Pčinjskega upravnega okraja.

## Demografija
V naselju živi 77 polnoletnih prebivalcev, pri čemer je njihova povprečna starost 55,1 let (49,7 pri moških in 60,8 pri ženskah). Naselje ima 34 gospodinjstev, pri čemer je povprečno število članov na gospodinjstvo 2,32.
To naselje je v glavnem bolgarsko (glede na popis iz leta 2002).
|  |

| Demografija | Demografija     | Demografija     |
| Leto        | Št. prebivalcev | Št. prebivalcev |
| ----------- | --------------- | --------------- |
|             |                 |                 |
|             |                 |                 |
|             |                 |                 |
|             |                 |                 |
| 1948        | 307             |                 |
| 1953        | 315             |                 |
| 1961        | 316             |                 |
| 1971        | 301             |                 |
| 1981        | 210             |                 |
| 1991        | 140             | 140             |
| 2002        | 79              | 79              |
|             |                 |                 |

| Etnična sestava po popisu iz leta 2002 | Etnična sestava po popisu iz leta 2002 | Etnična sestava po popisu iz leta 2002 | Etnična sestava po popisu iz leta 2002 | Etnična sestava po popisu iz leta 2002 |
| -------------------------------------- | -------------------------------------- | -------------------------------------- | -------------------------------------- | -------------------------------------- |
| Bolgari                                | Bolgari                                |                                        | 52                                     | 65,82%                                 |
| Srbi                                   | Srbi                                   |                                        | 11                                     | 13,92%                                 |
| Neznano                                | Neznano                                |                                        | 0                                      | 0,0%                                   |